# 藤江恵輔
藤江 恵輔（ふじえ けいすけ、1885年（明治18年）11月8日 - 1969年（昭和44年）2月27日）は、日本の陸軍軍人。最終階級は陸軍大将。

## 経歴
兵庫県出身。代々龍野藩の儒者を勤めた藤江家に生まれる。龍野から転籍して大阪府士族となり、編集者や生國魂神社少宮司を務めた藤江卓蔵の次男。大阪陸軍地方幼年学校、陸軍中央幼年学校を経て、1905年（明治38年）11月、陸軍士官学校（18期）を卒業、翌年6月、砲兵少尉任官。1910年（明治43年）11月、陸軍砲工学校高等科を卒業。1914年（大正3年）11月、陸軍大学校（26期）を卒業した。
参謀本部員、フランス大使館付武官補佐官、参謀本部付（欧州出張、ブカレスト・ソフィア駐在）、陸大教官、野戦重砲兵第5連隊付、第16師団司令部付（京大配属）、陸軍兵器本廠付、ジュネーブ軍縮会議出張、野戦重砲兵第2連隊長などを歴任。1934年（昭和9年）8月、陸軍少将に進級し。陸軍野戦砲兵学校幹事、野戦重砲兵第4旅団長、関東憲兵隊司令部総務部長、同司令官、憲兵司令官などを経て、1937年（昭和12年）11月、陸軍中将となる。
第16師団長、参謀本部付、陸大校長を経て、1941年4月、西部軍司令官。1943年（昭和18年）2月、陸軍大将に昇進。東部軍司令官、第12方面軍司令官を勤め、1945年（昭和20年）3月、予備役となるが、同年6月に召集を受け、第11方面軍司令官兼東北軍管区司令官に同年10月まで在任した。
1947年（昭和22年）11月28日、公職追放仮指定を受けた。

## 栄典
- 1920年（大正9年）9月7日 - 勲五等双光旭日章[3]

## 親族
- 妻：藤江サカエ - 海軍大将鈴木貫太郎の娘。
  - 長男：藤江太郎（陸軍少佐）
  - 次男：藤江次郎（陸軍大尉）
- 兄：藤江逸志（海軍機関少将）